# Gregos
Os gregos ou helenos (em grego: Έλληνες; romaniz.: Éllines; lit. "helenos") são uma nação e um grupo étnico que tem habitado a Grécia desde o século XVII a.C.. Atualmente eles são principalmente encontrados na península grega do sudeste da Europa, nas ilhas gregas e no Chipre.
Colônias e comunidades gregas foram historicamente estabelecidas em vários pontos do Mediterrâneo, mas o povo grego esteve sempre centralizado em torno do mar Egeu, onde a língua grega tem sido falada desde a antiguidade. Até o começo do século XX, estavam uniformemente distribuídos entre a península grega, a costa ocidental da Ásia Menor, Ponto e Constantinopla, regiões coincidentes com a grande extensão das fronteiras do Império Bizantino no final do século XI e as áreas de colonização grega no mundo antigo. Como consequência da Guerra Greco-Turca (1919-1922) em 1923, uma troca populacional em larga escala aconteceu entre a Grécia e a Turquia transferiu e confinou os gregos étnicos quase inteiramente dentro das fronteiras do moderno estado grego, isto é, nas regiões onde grupos de indo-europeus falantes de grego primeiro se estabeleceram por volta de 1 500 a.C., assim como em Chipre. Outras populações de gregos étnicos podem ser encontradas do sul da Itália ao Cáucaso e comunidades dispersas em vários países. Hoje, a grande maioria de gregos pertence, pelo menos nominalmente, à Ortodoxia Grega.

## Identidade do povo grego
A língua grega tem sido falada na península balcânica por cerca de 3500 anos (e no oeste da Ásia Menor por um pouco menos), e possui uma história literária contínua que faz dela uma dos mais antigos ramos sobreviventes da família de línguas indo-europeias. Dos antigos gregos, os gregos modernos herdaram uma cultura sofisticada e uma língua documentada por quase três milênios. O grego moderno é de forma reconhecível a mesma língua de Atenas sob Péricles no século V a.C. Poucas línguas podem demonstrar tal continuidade.
Os termos usados para definir o que é ser grego tem variado através da história. Pelos padrões ocidentais, o termo "gregos" refere-se tradicionalmente a qualquer falante nativo da língua grega (micênico, bizantino ou grego moderno). Os gregos bizantinos valorizaram a tradição clássica, considerando a si mesmos os herdeiros políticos de Roma e herdeiros étnicos, culturais e literários da antiga Grécia. O uso do antigo termo étnico auto-descritivo "helenos" foi revivido durante a era seguinte aos embates greco-latinos entre o Império Bizantino e os cruzados ocidentais no século XII. O termo ganhou popularidade através de seu uso pelos últimos imperadores bizantinos e por acadêmicos tais como Gemistus Pletho e Ciriaco Pizzicolli. O termo tornou-se claramente comum com o florescimento, no final do século XVIII, da nação-estado e de sua gradual consolidação, mas apenas no começo do século XX o uso popular foi firmemente restabelecido.
Os gregos hoje são uma nação no sentido de um grupo étnico (em grego: έθνος), definido pelo senso de compartilhamento da cultura grega e tendo uma língua materna grega. Todavia, os gregos também são definidos como um geno (γένος, em grego), no sentido de que eles também dividem um ancestral comum. A palavra "grego" também se referia aos habitantes cristãos ortodoxos orientais de Mileto do Império Otomano.
A Grécia se tornou o primeiro país dos Bálcãs a existir como nação-estado independente do Império Otomano. O movimento revolucionário grego formou sua própria definição de ser grego independente da herança cultural bizantina e grega antiga e junto com as influências do nacionalismo ocidental. Isto atraiu a ajuda estrangeira dos amantes da cultura grega.

### Gregos micênicos
Os proto-gregos micênicos foram o primeiro povo histórico a chegar à região agora conhecida como Grécia (o extremo sul da península Balcânica), e os primeiros que podem ser considerados gregos etnicamente. Há claros elementos de continuidade cultural durante a Idade das Trevas da Grécia (1 200–800 a.C.) até o advento da Idade Clássica (de 800 a.C. em diante) e o surgimento da pólis e em particular Atenas. Por exemplo, nos poemas épicos de Homero, a Ilíada e a Odisseia - que descreve a épica batalha de Troia — está completamente claro que ele observa os gregos da pré-história como os antepassados da civilização clássica a qual ele pertencia, e Aquiles e Ulisses eram vistos pelos atenienses, da mesma forma que outros, como exemplos básicos do cidadão ideal de uma pólis, da mesma forma que Eneias se tornaria o cidadão ideal de Roma na Eneida de Virgílio.
Estes elementos de auto-identificação por si só constituem claramente continuidade cultural, mas há outros elementos também que solidificam esta ideia: primeiro, a arquitetura micênica mostra influências de outras civilizações do vale, assim como o próprio estilo particular micênico (devido às limitações da geografia da região (ver: geografia da Grécia) que levaria eventualmente à formação da arquitetura clássica grega e da arquitetura helenística, como, por exemplo, as ruínas das colunas de Cnossos que mostram uma versão muito arcaica do estilo dórico de arquitetura tão amplamente usado no período clássico.
A religião é outro fator, com o panteão de deuses micênico refletindo de muitas formas no panteão dos gregos clássicos. Esta influência definiu não apenas a cultura, mas também parte do sistema de valores dos gregos clássicos assim como sua arte. Há também nítida continuidade linguística entre o idioma falado pelos proto-gregos e os vários dialetos da Grécia Clássica. Particularmente, a escrita linear B é nitidamente uma forma arcaica da escrita koiné posterior.
Estes elementos combinados juntos não equivalem a dizer que sejam o mesmo emissor cultural e continuador que os gregos modernos percebem dos períodos clássico, helenístico e bizantino da história grega, mas que todavia constituem o princípio da identidade grega, e a fundação da religião pagã grega, língua, arquitetura e arte.

### Gregos clássicos e helenísticos

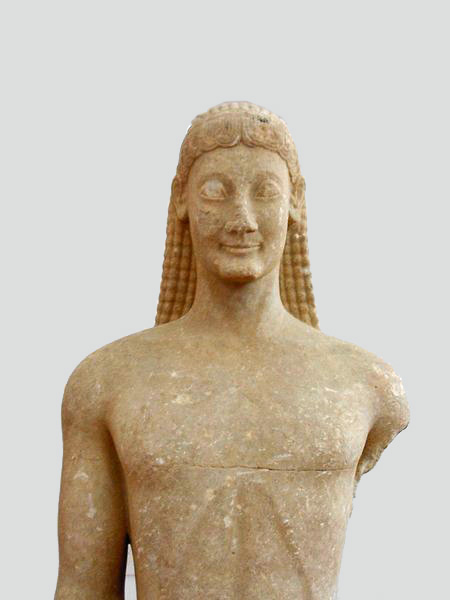
Kouros do período arcaico, Museu Arqueológico de Tebas

Heródoto afirma que os atenienses declararam, antes da batalha de Plateias, que eles não atacariam Mardônio, porque em primeiro lugar estavam obrigados a vingar o incêndio da Acrópole, e ainda porque não trairiam seus companheiros gregos, a quem eles estavam ligados por uma língua comum língua comum (em grego: ὁμόγλωσσον; romaniz.: homoglosson; o uso de um dos dialetos da língua grega), o mesmo sangue (em grego: ὅμαιμον; romaniz.: homaimon; descendentes de Heleno, filho de Deucalião), santuários, estátuas e sacrifícios comuns, comparadas ao termo relacionado ao cristão e demótico (em grego: ὁμόθρησκον; romaniz.: omothriskon) e hábitos e costumes comuns.
Tucídides observa que o nome Hélade se difundiu a partir de um vale na Tessália para os povos falantes de grego após os textos de Homero, não muito tempo antes de sua própria época. Isto coloca a opinião no Período Arcaico, quando os gregos descobriram que o mundo era mais amplo, mais rico e mais culto do que eles imaginavam. A guerra de Troia de Homero é, sem dúvida, um conflito entre gregos: os troianos falam grego (apesar de a maioria dos historiadores modernos acreditar que eles eram muito provavelmente um povo da Anatólia, baseados principalmente nas últimas traduções realizadas), têm nomes gregos e adoram os deuses gregos; e Príamo é descendente de Zeus. Os cários são o único povo que Homero considera barbarófonos (barbarophonoi).
Heleno, filho de Deucalião, uniu em um grupo as pequenas tribos que participaram da Liga Anfictiônica, como os eólios, os aqueus e os dóricos.
Por volta do século V a.C., Isócrates, após falar de origens e cultos comuns, disse: "o nome helenos sugere não qualquer raça mas uma sabedoria, e o título helenos é empregado preferencialmente àqueles que compartilham nossa cultura mais do que àqueles que compartilham nosso sangue".
Após o século IV a.C. e a conquista de Alexandre, o Grande do leste, o grego se tornou uma lingua franca de toda a região do Mediterrâneo oriental e era amplamente falada por não-gregos instruídos.

### Gregos bizantinos
Após a criação do Império Bizantino, a cultura grega se transformou de helênica (paganismo grego) em romana oriental (cultura grega cristã), e a palavra "heleno" passou a ser associada ao passado pagão. Diferenças de nacionalidade ainda existiam no império, mas se tornaram secundárias em referência às considerações religiosas, porque o renovado império usava o cristianismo para manter sua coesão. No entanto, o Império Bizantino foi dominado pelo elemento grego tanto que o imperador Heráclio (r. 610–641) decidiu fazer do grego a língua oficial. A partir de então, as culturas grega e romana foram virtualmente fundidas no oriente. Naquela época, os latinos ocidentais começaram a se referir a Bizâncio como "Império dos Gregos" (Imperium Graecorum).
O nacionalismo grego ressurgiu no século XI dentro de círculos específicos e se tornou mais poderoso após a queda de Constantinopla ante os cruzados da Quarta Cruzada em 1204, e o estabelecimento de vários reinos gregos (como o Império de Niceia e o Despotado de Epiro). Quando o império foi restaurado em 1261, tornou-se essencialmente um estado nacional grego. A adesão aos ritos da ortodoxia grega e à língua grega tornou-se nas características definitivas do povo grego.

### Gregos no Império Otomano
Sob o Império Otomano, a religião era a característica determinante dos grupos "nacionais" (milletler), e então os "gregos" (Rumlar) eram definidos pelos otomanos como os membros da Igreja Ortodoxa Grega, sem levar em consideração sua língua ou origem étnica. Reciprocamente, aqueles que adotaram o Islã neste período, eram considerados "turcos", também sem se levar em consideração língua ou origem étnica. Mesmo assim, os gregos sustentavam o conceito autocéfalo segundo o qual eles mantinham sua unidade étnico-religiosa e consistentemente se distinguiam das outras populações cristãs ortodoxas não-gregas. Todavia, alguns gregos como Alexandros Ypsilantis, supunha que populações não-gregas como os moldávios e os valáquios lutassem pela independência grega por pertenceram à Igreja Ortodoxa Grega. Porém, tanto modávios quanto valáquios eram conhecedores de suas identidades não-gregas e se recusaram a contribuir com a causa.

### Independência moderna

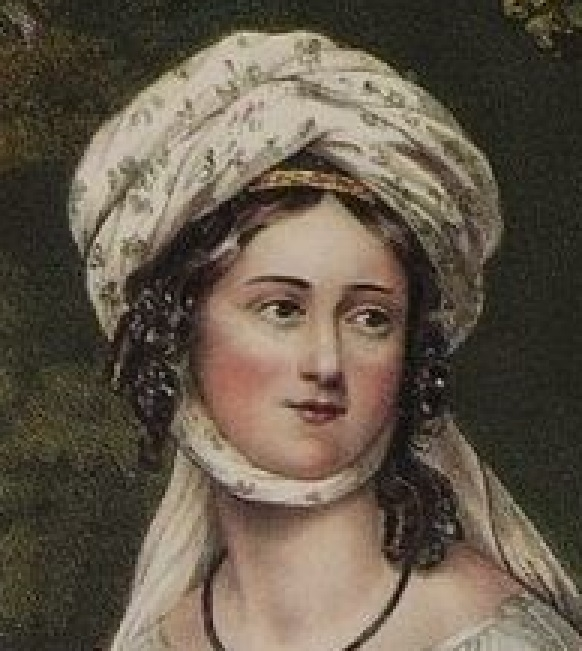
Heroína grega Laskarina Bouboulina

A forte relação entre a identidade nacional grega e a religião ortodoxa grega continuou após a criação do moderno estado grego em 1830, e quando o Tratado de Lausanne foi assinado entre Grécia e Turquia em 1923, os dois países concordaram em usar a religião como o determinante da identidade étnica. Todavia, em muitas considerações importantes, o estado grego se uniu a partir de sua fundação em torno dos princípios seculares. Por exemplo, aos judeus foram garantidos plenos direitos civis em 1830, ano no qual a independência grega foi plenamente reconhecida, assim fazendo da Grécia o segundo estado da Europa (após a França) com uma comunidade judaica emancipada.
Hoje, a profunda integração da Grécia no sistema estratégico ocidental e os efeitos das migrações (tanto a emigração da Grécia nas décadas de 1950 e 1960, como a imigração para a Grécia nos últimos anos) têm levado ao sentimento de multiculturalismo similar àqueles das nações europeias ocidentais.

## Nomes usados pelo povo grego
Através dos séculos, os gregos foram conhecidos por vários nomes, dentre eles:
- Helenos (em grego: Έλληνες) — na mitologia, Heleno, filho de Deucalião e Pirra, recebeu da ninfa Orseide três filhos: Éolo, Doro e Xuto. Éolo e Doro, e dois filhos de Xuto, Aqueu e Íon, foram os fundadores lendários, respectivamente, das quatro principais tribos gregas: os eólios, os dórios, os aqueus e os jônios. Originalmente, apenas uma pequena tribo na Tessália era chamada de helenos, mas a palavra logo se estendeu ao resto da península e passou a representar todo o povo grego. No começo da Era Cristã era às vezes usada com o significado de "pagãos". Permanece na Grécia atual como o principal nome nacional.
- Gregos (em grego: Γραικοί) — na mitologia, Graco era o irmão de Latino e sobrinho de Heleno. Era o nome de uma tribo beócia que migrou para a península Itálica no século VIII a.C. e, provavelmente, através do contato com os nativos, para lá levaram o termo que representa todos os helenos, o qual eles estabeleceram para si mesmos na Itália e no Ocidente em geral. Aristóteles e Apolodoro de Atenas mencionam que este era o nome usado pelos gregos antes de adotarem o termo helenos.
- Romanos (em grego: Ρωμιοί) — romanos era o nome político pelo qual os gregos bizantinos chamavam a eles mesmos durante a Antiguidade Tardia e a Idade Média. Em regiões da Grécia continental e Ásia Menor, o uso desse nome sobreviveu até o século XX. O nome na antiguidade anunciava os habitantes da cidade de Roma na Itália, mas com a ascensão dos gregos no Império Romano, o termo perdeu sua conexão com os latinos e adquiriu uma definição completamente diferente. O imperador romano Caracala com sua Constituição Antonina em 212 concedeu a cidadania a toda pessoa livre no Império Romano. O termo romano (Romaios) representava para os gregos sua cidadania romana e sua ancestralidade helênica. A palavra Romaioi passou a representar os habitantes gregos do Império Bizantino. O termo ainda permanece em uso hoje na Grécia, sendo o nome nacional mais popular após helenos e na Turquia representa a minoria grega ortodoxa. É encontrado também no Alcorão; uma surah é intitulada Ar-Rum significando os romanos orientais, bizantinos e gregos.
- Aqueus (em grego: Ἀχαιοί) — usado por Homero, junto com outros nomes para indicar as forças aliadas gregas.
- Yavan ou Javan (em grego: יָוָן) — tradicionalmente em hebraico, Javan era o nome da tribo (e assim da nação) que, de acordo com o Torá, migrou no começo dos tempos bíblicos para se estabelecer na península Balcânica.
- Yunan (em grego: Ίωνες) — o nome usado pelos indianos que encontraram Alexandre o Grande e seus sucessores que governaram regiões da Ásia Central. Tem origem na palavra persa Yauna, sendo esta uma transliteração da palavra grega Ionia (em grego: Ιωνία). É o nome pelo qual os gregos são conhecidos no Oriente atualmente. O termo começou a se estabelecer na Ásia com os persas, que entraram em contato com as tribos jônias na parte ocidental da Ásia Menor no século VI a.C., sendo depois estendido a todos os helenos.

## História dos gregos
A história do povo grego é associada diretamente à história da Grécia, de Constantinopla e da Ásia Menor. Durante o domínio otomano da Grécia, vários enclaves gregos em torno do Mediterrâneo foram isolados da nação, notavelmente no sul da Itália, no Cáucaso, na Síria e no Egito. No começo do século XX, cerca da metade de toda população greco-falante estava estabelecida onde hoje é a Turquia.
Durante o século XX, uma grande onda de migração para os Estados Unidos, Austrália, Canadá e vários outros lugares criaram a diáspora grega.

## Gregos modernos e antigos
A ligação mais óbvia entre os gregos modernos e antigos é a língua, que tem apreciado uma tradição contínua e documentada de pelo menos desde o século XIV a.C. até os dias atuais, ou seja, cerca de 3400 anos. Não houve uma interrupção como a que ocorreu entre o latim e as modernas línguas românicas e a única língua que também compartilha a mesma continuidade é a chinesa.
Muitos cientistas e acadêmicos modernos (por exemplo, antropólogos como C. Coon e geneticistas como Luigi Luca Cavalli-Sforza) têm apoiado a noção de que há uma conexão racial dominante com os gregos antigos.

### Língua
Os gregos falam o grego (em grego: ελληνικά; romaniz.: elliniká), uma língua indo-europeia que forma por si mesma um ramo único, embora pareça estar mais proximamente relacionada com o armênio e com as línguas indo-iranianas. A literatura grega tem uma história contínua de aproximadamente 3000 anos, e tem sido escrita com o alfabeto grego desde o século IX a.C.
O grego demonstra várias características linguísticas que são compartilhadas com o romeno, o albanês e o búlgaro, e absorveu várias palavras estrangeiras (principalmente de origem europeia ocidental e turca. Devido ao movimento dos defensores da cultura grega no século XIX na Europa, que enfatizava a herança dos gregos modernos da Grécia Clássica, estas influências estrangeiras foram excluídas do uso oficial através do uso da Katharévussa, uma forma artificial do grego purificado de todas influências e palavras estrangeiras, como a língua oficial do estado grego. Em 1976, no entanto, o parlamento grego aprovou tornar o Dhimotiki, o dialeto moderno de Atenas, a língua oficial, tornando o Katharévussa obsoleto.
Alguns membros da diáspora não conseguem falar a língua grega, mas ainda se consideram gregos por origem étnica ou descendência.
O grego tem uma ampla variedade de dialetos e de níveis variados de inteligibilidade, que adicionados a variante oficial grego moderno padrão (em grego: Κοινή Νεοελληνική; romaniz.: Koiní Neoellinikí), que inclui as variações cipriota, pôntico, capadócio, grico (dialeto grego-calabrês) e tsaconiano (o único representante sobrevivente do antigo grego dórico. O ievânico, também conhecido como romaniota ou judeu-grego, é a língua dos judeus gregos (romaniotas), e sobrevive em pequenas comunidades na Grécia, Estados Unidos (em Nova York) e Israel.
Junto com o grego, muitos gregos na Grécia falam outras línguas. Tais línguas incluem o arvanita, o arromeno (também conhecido como vlach e macedo-romeno), o eslávico (também conhecido como dópia), o russo, o italiano e o turco. Na diáspora, a maioria dos gregos também fala a língua da região onde vivem.

### Religião
A vasta maioria dos gregos são cristãos ortodoxos orientais, pertencendo à Igreja Ortodoxa Grega. Há também pequenos grupos pertencentes a outras religiões, como a Ellinais que é a religião principal do país. A principal denominação cristã não ortodoxa é a católica romana, e mais recentemente evangélicos e outros grupos protestantes. Desde a época do Império Otomano tem havido uma minoria muçulmana dentro da sociedade grega, e na maior parte de sua história a Grécia tem possuído uma substancial comunidade judaica.

### Símbolos

Bandeira nacional da Grécia
Emblema nacional da Grécia
Bandeira da Igreja Ortodoxa Grega
Bandeira da Grécia até 1969 e de 1975 a 1978

O símbolo mais amplamente usado pelos gregos é a bandeira da Grécia, que exibe nove faixas horizontais da mesma largura alternadamente azuis e brancas representando as nove sílabas do lema nacional grego (em grego: Ελευθερία ή θάνατος; romaniz.: Eleftheria i thanatos; lit. "Liberdade ou morte"), que também era o lema da Guerra da Independência Grega. O quadrado azul no lado superior de hasteamento tem sobre ele uma cruz branca, que representa a Cristandade ortodoxa grega. A bandeira grega também é muito usada pela comunidade grega em Chipre (que tem oficialmente adotado uma bandeira neutra de forma que minimize as tensões étnicas com a minoria turca — ver bandeira do Chipre) e pela minoria grega na Albânia, o que tem levado a confrontos étnicos com a maioria albanesa.
A bandeira pré-1978 (e primeira) da Grécia, que exibe uma cruz branca sobre um fundo azul, é amplamente usada como uma alternativa à bandeira oficial, e elas são muitas vezes hasteadas juntas. O emblema nacional da Grécia exibe um brasão azul com uma cruz branca totalmente cercado por dois ramos de loureiro. Um desenho comum envolve a atual bandeira da Grécia e a bandeira grega pré-1978 com os mastros cruzados e o emblema nacional colocado na frente.
Outro símbolo grego altamente reconhecível e popular é a águia de duas cabeças, o emblema imperial do Império Bizantino e um símbolo comum na Europa oriental. Este símbolo não faz parte da atual bandeira ou do brasão de armas, embora ele esteja oficialmente na insígnia do Exército Grego e na bandeira da Igreja Ortodoxa Grega. Esteve incorporado ao brasão de armas grego entre 1925 e 1926.

### Nomes
Os sobrenomes gregos são em sua maioria patronímicos. Sobrenomes referentes à profissão, características e localização/origem também ocorrem.
Geralmente, os sobrenomes gregos masculinos terminam em -s, que é a terminação grega masculina comum dos substantivos próprios no caso nominativo. Excepcionalmente, alguns terminam em -ou, indicando o caso genitivo desse substantivo próprio por razões patronímicas. Embora os sobrenomes sejam fixos hoje, patronímicos dinâmicos e modificados sobrevivem nos nomes do meio na Grécia onde o genitivo do primeiro nome do pai é geralmente o nome do meio.
Os sobrenomes femininos são na maioria do caso genitivo de um nome masculino. No passado, as mulheres trocavam seus sobrenomes quando casavam para o de seus maridos (novamente no caso genitivo), o que significava a transferência da "dependência" do pai para o marido. Atualmente, as mulheres são obrigadas a manter seu sobrenome paterno por lei (ou em casos muito raros, quando isso é combinado pelos pais antes do casamento, o materno); todavia, e totalmente de forma paradoxal, o caso genitivo ainda é mantido, significando (na maioria das vezes despropositadamente devido à tradição) aquela dependência. O sobrenome do marido pode apenas ser usado de modo não oficial, principalmente por razões sociais.
Alguns sobrenomes são prefixados com papa-, indicando descendência de um padre ou sacerdote. Archi- e mastro- significam "chefe" e "comerciante", respectivamente. Prefixos como konto-, makro- e chondro- descrevem características corporais como "pequeno", "alto/comprido" e "gordo". Gero- e palaio- significam "velho" e "sábio". Outros prefixos incluem hadji-, que era um uma derivação honorífica do árabe Hajj (حج) (peregrinação), e indica que a realizou uma peregrinação (no caso dos cristãos a Jerusalém) e kara-, palavra turca para "negro", com origem no período de dominação otomana.
Os sufixos patronímicos mais comuns são -poulos/-poulou (Peloponeso), -idis-ides/-idou e -iadis/-iadou (uma antiga forma de nome de família ou clã usada nas regiões do mar Negro e da Ásia Menor), -akis/-aki (Creta. Um sufixo diminutivo significando "pequeno". Acredita-se que derive da ocupação turca), -atos/-atou (Cefalônia), -ellis/-elli (Lesbos), -akos/-akou (península Mani - região da Lacônia), -e as/-ea (península Mani - região de Messênia), -oglou (ambos os gêneros) (terminação de raíz turca observada nos imigrantes da Ásia Menor), -anis/-ani (Arcádia). O sufixo -idis é o mais antigo em uso e sobrevive desde a Antiguidade (com frequência transliterado -ides) para epítetos patronímicos. Zeus, por exemplo, era também conhecido como Cronides ("filho de Cronos") e as filhas de Atlas e Pleione como Plêiades.

## Aparência física
Um estudo de 2012 realizado com alunos de odontologia da Universidade de Atenas catalogou como preto a cor dos cabelos de 21% dos indivíduos participantes; 32% possuía cabelos castanhos escuros, 36% cabelos castanhos claros ou intermediários e 11% cabelos louros ou castanhos muito claros. O mesmo estudo mostrou também que 57,4% dos participantes possuía olhos castanhos, 28% intermediários (castanhos claros ou cor de avelã) e 14,6% azuis ou verdes.
Outro estudo, este de caráter genético e datado de 2013, buscava mapear a previsibilidade de características fenotípicas (traços físicos como cor dos olhos e cabelos) de indivíduos de etnia grega com base em seu DNA. 9,25% possuía cabelos pretos, 41% castanhos intermediários ou escuros, 38% castanhos claros ou louros escuros, 9,25% cabelos louros e 2,5% cabelos ruivos. A cor dos olhos dividia-se em 76,4% castanhos, 12,6% intermediários e 11% azuis ou verdes.

## Linha do tempo das migrações gregas

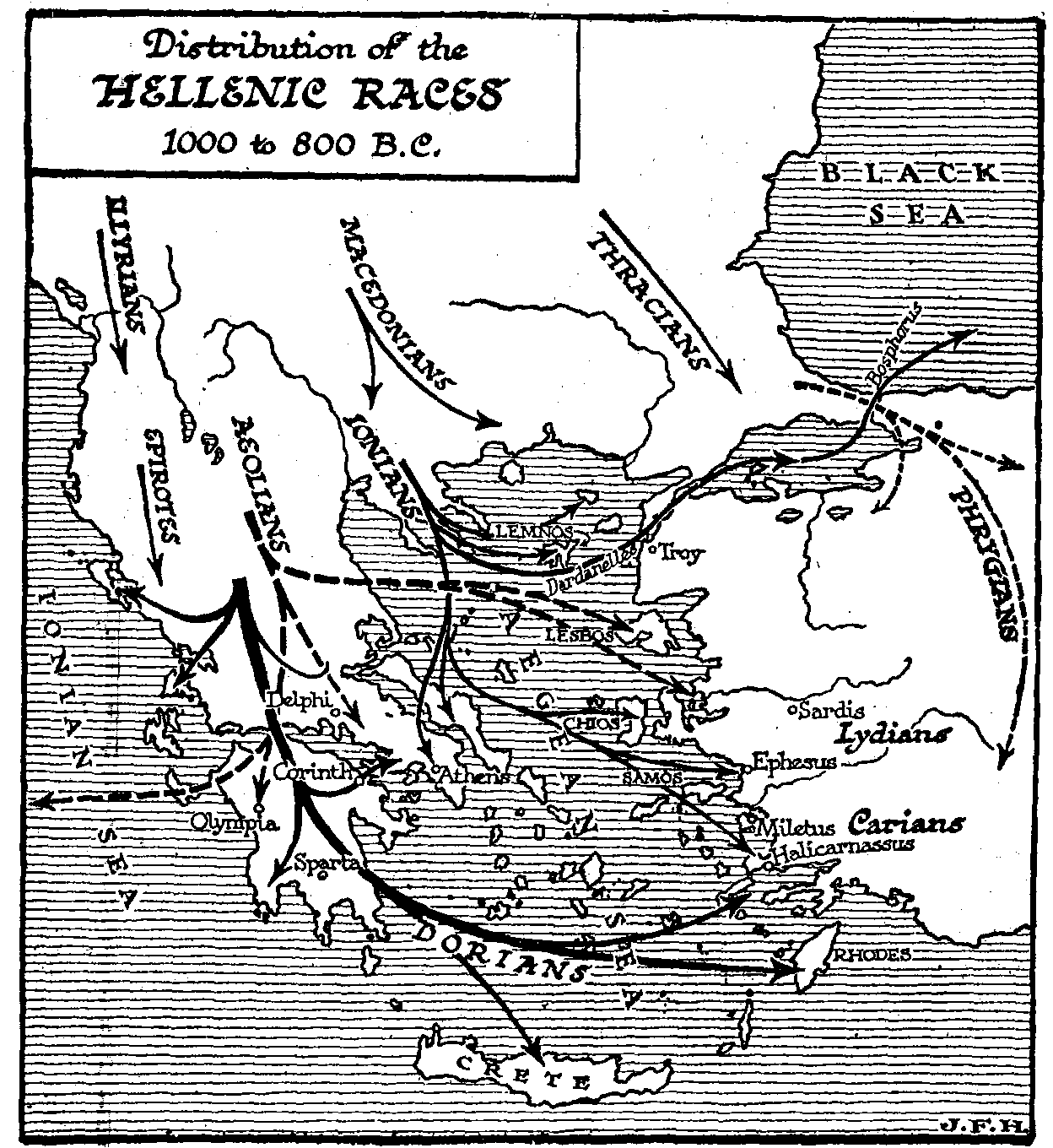
Distribuição das raças helênicas

Alguns eventos históricos chave foram incluídos pelo contexto, mas esta linha do tempo não é destinada a cobrir a história não relacionada às migrações. Há mais informações sobre o contexto destas migrações no artigo História da Grécia.
- Antes do século XXIX a.C. — Tribos gregas migram para os Bálcãs.
- século XX a.C. — Assentamento na Macedônia, estabelecimento de alguns assentamentos na Grécia peninsular.
- século XVII a.C. — Declínio da Civilização Minoica, possivelmente devido à erupção do Thera. Assentamento de aqueus e jônios na península grega (Civilização Micênica).
- século XIII a.C. — Primeiras colônias são estabelecidas na Ásia Menor.
- século XI a.C. — Tribos dóricas se deslocam para a Grécia peninsular.
- século IX a.C. — Grande colonização da Ásia Menor.
- século VIII a.C. — Primeiras grandes colônias são estabelecidas na Sicília e no sul da Itália.
- século VI a.C. — Colônias são estabelecidas por todo o Mediterrâneo e no mar Negro.
- século IV a.C. - Campanha de Alexandre o Grande; colônias gregas estabelecidas em cidades recém fundadas no Egito ptolemaico e na Ásia.
- século II a.C. — Conquista da Grécia pela República Romana. Migrações de gregos para Roma.
- século IV — Estabelecimento do Império Romano Oriental (Bizantino). Migrações de gregos por todo o império, principalmente na direção de Constantinopla.
- século VII — Conquista eslava de várias partes da Grécia. Ocorrem migrações gregas para o sul da Itália. Os imperadores bizantinos capturam os grupos eslavos principais e os transferem para a Capadócia. O Bósforo é repovoado por macedônios e gregos cipriotas.
- século VIII — Dissolução bizantina dos sobreviventes esclavenos e recuperação completa da península Grega.
- século IX — Gregos migram de todas as partes do império (principalmente do sul da Itália e da Sicília) para partes da Grécia que foram despovoadas com a expulsão dos esclavenos (principalmente o Peloponeso ocidental e a Tessália).
- século XIII — O Império Bizantino se desfaz, Constantinopla é tomada pela Quarta Cruzada e se torna a capital do Reino Latino de Constantinopla. Reconquistada após uma longa luta pelo Império de Niceia, mas partes permanecem separadas. Ocorrem migrações entre a Ásia Menor, Constantinopla e a Grécia peninsular.
- século XV — Conquista de Bizâncio pelo Império Otomano. Inicia-se a diáspora grega para a Europa. Assentamentos otomanos na Grécia.
- Década de 1830 — Criação do Estado Grego moderno. Começo da imigração para o Novo Mundo. Ocorrem migrações em larga escala de Constantinopla e da Ásia Menor para a Grécia.
- Década de 1910 — Aproximadamente 350 000 gregos pônticos são mortos.
- 1913 — A Macedônia é dividida; migrações desorganizadas de gregos, búlgaros e turcos para seus respectivos estados.
- 1919 — Tratado de Neuilly; Grécia e Bulgária trocam populações, com algumas exceções.
- 1923 - Tratado de Lausanne; Grécia e Turquia concordam em trocar populações com limitadas exceções aos gregos de Constantinopla, Imbros, Tenedos e a minoria muçulmana (principalmente gregos, pomacos, romanis e turcos) da Trácia Ocidental. 1,5 milhão de pessoas da Ásia Menor e de gregos pônticos são assentados na Grécia, e cerca de 450 mil muçulmanos são assentados na Turquia.
- 1947 — O regime comunista na Romênia começa a expulsar a comunidade grega. Aproximadamente 75 mil pessoas migram para a Grécia.
- 1948 — Guerra Civil Grega. Dezenas de milhares de gregos comunistas e suas famílias fogem para as nações do Bloco do Leste. Milhares se estabelecem em Tashkent.
- Década de 1950 — Emigração maciça de gregos para Alemanha Ocidental, Estados Unidos, Austrália, Canadá e outros países.
- 1955 — Massacre de Istambul contra os gregos. Êxodo de gregos da cidade é acelerado; menos de 2 mil permanecem hoje em Istambul.
- 1958 — A grande comunidade grega de Alexandria foge do regime de Nasser no Egito.
- Década de 1960 — A República do Chipre é criada, como um estado independente grego sob proteção grega, turca e britânica. A emigração econômica continua.
- 1974 — Invasão turca de Chipre. Quase todos os gregos que vivam no norte de Chipre fogem para o sul e para o Reino Unido.
- Década de 1980 — Permite-se que muitos refugiados civis de guerra retornem à Grécia. Migração reversa a partir da Alemanha também começa.
- Década de 1990 — Colapso da União Soviética. Aproximadamente 100 mil gregos étnicos migram a partir da Geórgia, Armênia, sul da Rússia e Albânia para a Grécia.
- 2000 — A Grécia implementa completamente o Acordo de Schengen.
- Década de 2000 — Algumas estatísticas indicam o começo de uma tendência de migração reversa de gregos a partir dos Estados Unidos e da Austrália.